# Trysimia propinqua
Trysimia propinqua är en skalbaggsart som beskrevs av Stefan von Breuning 1959. Trysimia propinqua ingår i släktet Trysimia och familjen långhorningar. Inga underarter finns listade i Catalogue of Life.